# Jelena Genrichowna Guro

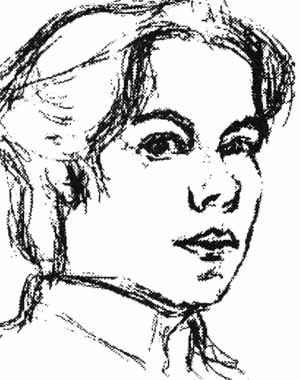
Jelena Guro, Selbstbildnis (1909)

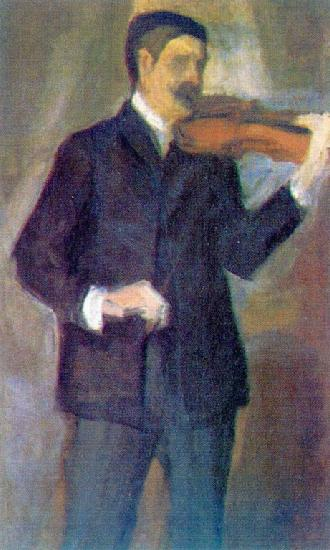
Jelena Guro, Portrait Matjuschin (1910).

Jelena Genrichowna Guro (russisch Елена Генриховна Гуро; auch Eleonora Notenberg) (* 18. Maijul. / 30. Mai 1877greg. in Sankt Petersburg; † 23. Apriljul. / 6. Mai 1913greg. in Uusikirkko, Großfürstentum Finnland) war eine russische Malerin, Buchillustratorin und Autorin.

## Leben und Werk
Gemeinsam mit ihrem Lebensgefährten und späteren Mann Michail Matjuschin besuchte sie im Jahre 1906 die private Kunstschule von Jelisaweta Swanzewa (1864–1921) in St. Petersburg. Sie schloss sich gemeinsam mit diesem in den Jahren 1909 und 1910 einer Impressionistengruppe um Nikolai Kulbin an und stellte gemeinsam mit ihm aus.
Jelena Guro war ein Allround-Talent. Sie war eine angesehene, einflussreiche Dichterin, und in ihrer Malerei galt sie ihren Zeitgenossen, wie Matjuschin in seinen Erinnerungen schrieb, als „Gewissen des Kubofuturismus“. Sie hatte ein ausgesprochen enges Verhältnis zur Natur, und suchte so in ihrem künstlerischen Ausdruck zeitweilig Wesens- und Strukturmerkmale der Natur umzusetzen. Besonders zugetan war sie der Dünenlandschaft an der finnischen Küste nördlich von St. Petersburg, wo sie ein Sommerhaus besaß.
Guro starb an der Tuberkulose.

## Werke
- Elena Guro: Lieder der Stadt. Prosa und Zeichnungen, Aus dem Russ. und mit einem Vorw. von Peter Urban,  Berlin : Friedenauer Presse 2003 ISBN 3-932109-33-3
- Zeichnungen russischer Dichter / Elena Guro ..., Erstens, zweitens. ausgew. und hrsg. von Jutta Hercher und Peter Urban, Hamburg : Material-Verl. 1998 ISBN 3-932395-03-4
- Leierkasten, 1909 (russisch)
- Herbsttraum, 1912 (russisch)
- Himmlische Kamelfohlen, 1914 (postum, russisch)